# کیت ببینگتون
کیت ببینگتون (انگلیسی: Keith Bebbington؛ زادهٔ ۴ اوت ۱۹۴۳) بازیکن فوتبال اهل بریتانیا است.
از باشگاه‌هایی که در آن بازی کرده‌است می‌توان به باشگاه فوتبال استوک سیتی، باشگاه فوتبال روچدیل، باشگاه فوتبال وینسفورد یونایتد، و باشگاه فوتبال اولدهام اتلتیک اشاره کرد.